# مهدی یونسی رستمی
مهدی یونسی رستمی (زاده ۱۳۴۱ رستمکلا) پزشک و سیاستمدار اصلاح‌طلب ایرانی است که از آذر ۱۴۰۳ به‌عنوان استاندار مازندران فعالیت می‌کند.

## تحصیلات
مهدی یونسی رستمی، متخصص اورولوژی – فلوشیپ فوق تخصصی جراحی کلیه، مجاری ادراری، اندویورولوژیست و از اعضای هیئت علمی دانشگاه علوم پزشکی مازندران است.

## سوابق
او پیش از این‌که مسئولیت ریاست دانشگاه علوم پزشکی مازندران را برای یک دوره چهار ساله بر عهده بگیرد، در پست‌های دیگری مانند معاونت آموزشی، عضو شورای آموزشی، عضو شورای پژوهشی، ︎مسئول پذیرش اساتید، ︎مسئول حراست و مشاور رئیس دانشگاه علوم پزشکی مازندران نیز فعالیت داشت.
در کارنامه وی، عناوینی همچون مسئول پرسنلی و گزینش برخی نهادها و ارگان‌های امنیتی کشور، عضویت در شورای فرماندهی قرارگاه سیدالشهدا و عضویت در قرارگاه رمضان نیز دیده می‌شود. تکمیل و راه اندازی بزرگترین مجتمع آموزشی شمال کشور، استقرار دو فروند بالگرد برای اولین بار در استان جهت خدمات اورژانسی بخشی، احداث بیمارستان سوختگی شمال کشور و راه اندازی اولین مرکز تصویربرداری پرتو مغناطیسی در شمال کشور از عملکرد او در بخش بهداشت و درمان بوده است.
او از رزمندگان جنگ ایران و عراق نیز هست و با پیشینه ۴۳ ماه حضور در جنگ، یکی از جانبازان جنگ ایران و عراق به‌شمار می‌آید.
وی همچنین از چهره‌های شناخته شده اصلاح‌طلبان در استان مازندران و رئیس ستاد انتخاباتی مسعود پزشکیان در مازندران بود.
در مرداد ۱۴۰۴، یونسی رستمی در مراسم روز خبرنگار سخنرانی انتقادی درباره وضعیت موجود و حاکمیت ایرادکرد که بازتاب گسترده‌ای یافت. او گفت: «تا وقتی مردم گرسنه‌اند، به عفاف و حجاب اعتقادی ندارم». این اظهارات با انتقاد برخی نمایندگان تندرو چهار درصدی مجلس و جریان اقلیتی تندرو سیاسی و فکری روبه‌رو شد و او پس از فشار ها و مجبور کردن او آن سخنانش را پس گرفت و توضیح داد: «منظور من این بود که اجرای لایحه عفاف و حجاب، در شرایطی که مردم با مشکلات معیشتی و تورم دست‌وپنجه نرم می‌کنند، باید با ظرافت بیشتری مورد بررسی قرار گیرد».